# Ritok
Ritok är en sjö i Jokkmokks kommun i Lappland och ingår i Piteälvens huvudavrinningsområde. Sjön har en area på 0,0856 kvadratkilometer och ligger 368,1 meter över havet.

## Delavrinningsområde
Ritok ingår i det delavrinningsområde (734606-168871) som SMHI kallar för Utloppet av Kåbdalisjaure. Medelhöjden är 382 meter över havet och ytan är 5,97 kvadratkilometer. Det finns inga avrinningsområden uppströms utan avrinningsområdet är högsta punkten. Vattendraget som avvattnar avrinningsområdet har biflödesordning 5, vilket innebär att vattnet flödar genom totalt 5 vattendrag innan det når havet efter 129 kilometer. Avrinningsområdet består mestadels av skog (65 procent) och öppen mark (17 procent). Avrinningsområdet har 0,86 kvadratkilometer vattenytor vilket ger det en sjöprocent på 14,4 procent.